# 山下友美
山下 友美（やました ともみ、1月25日 - ）は、日本の漫画家。女性。東京都出身。薬剤師と兼業で活動後、専業漫画家となる。代表作は『モンスターDJシリーズ』、『薬師アルジャン』。

## 来歴
東京都立小石川高等学校を経て、共立薬科大学薬学部を卒業。大学在学中、『花とゆめFRESH増刊 1989年7月1日号』（白泉社）に掲載の「鬼棲む町」でデビュー。大学卒業後、院内薬局の薬剤師として勤務のかたわら、『花とゆめ』で『D・Jシリーズ』を連載。1990年には「追憶のメロディー」で第15回白泉社アテナ新人大賞デビュー賞を受賞した。
のち『別冊花とゆめ』『セリエX』（いずれも白泉社）、『プリンセスGOLD』（秋田書店）でも執筆した。薬剤師である自身の経験を活かした『薬師アルジャン』（2004年～2009年、プリンセスGOLD連載）は薬事関係のメディアに取り上げられ、薬事関係の雑誌にも執筆活動の場を広げる。2010年代からは『ハーモニィRomance』（宙出版）、『ハーレクインオリジナル』（ハーパーコリンズ・ジャパン）を活動の中心とした。2021年、初期の代表作『D・Jシリーズ』のうち、既刊単行本に未収録だった3作品と書き下ろし1作品を収録した同シリーズ第4巻「ラスト・ギャンブル」が白泉社から電子書籍で刊行。その後、「代書屋佐永」「プリーズMr.ポストマン」「ひみつのゴードン博士」などが白泉社から電子書籍で復刊した。
2022年4月8日、難病のためにペンを持つことも困難になったとして、一切の創作活動の終了を宣言した

## 作品リスト

### 書籍
- D・Jシリーズ（花とゆめ、1990年 - 1993年）
  - モンスターD.J.（D・Jシリーズ第1巻、1991年）
  - 真夜中のストレンジャー（D・Jシリーズ第2巻、1991年）
  - 憧れのアメリカンD.J.（D・Jシリーズ第3巻、1992年）
  - ラスト・ギャンブル（D・Jシリーズ第4巻、2021年）
- ピーターとマリア（花とゆめ、1992年、全1巻）
- 奇妙な果実達（花とゆめ、1993年 - 1994年、全1巻）
- 超音速スーパーソニック（花とゆめPLANET増刊、1993年、全1巻）
- プリーズMr.ポストマン（プリンセスGOLD、全1巻）
- 代書屋佐永（プリンセスGOLD、2001年 - 2002年、全3巻）
- 薬師アルジャン（プリンセスGOLD、2004年 - 2009年、全11巻）
- 海賊姫 〜キャプテン・ローズの冒険〜（プリンセスGOLD、2010年 - 2012年、全5巻）
- ひみつのゴードン博士シリーズ（プリンセスGOLD、2010年、全2巻）
- 暁のブレーメン（ホラーM、2011年、全1巻）
- 妖怪と薬売り（怪COMIC、2013年、全1巻)

### ハーレクイン
- 三カ月だけフィアンセ（ハーレクインコミックス、2012年）原作：ナンシー・ウォレン
- 千と一つの夜を超えて（ハーレクインコミックス、2013年）原作：メレディス･ウェバー
- 再会は憎しみに満ちて（ハーレクインコミックス、2013年）原作：インディア・グレイ
- 永遠のアナスタシア（ハーレクインコミックス、2013年）原作：キャロル・モーティマー
- 億万長者の花嫁（ハーレクインコミックス、2013年）原作：キム･ローレンス
- 恋に落ちた眠り姫（ハーレクインコミックス、2014年）原作：メリッサ・マクローン
- 新妻を演じる夜（ハーレクインコミックス、2014年）原作：ペニー・ジョーダン
- 噂をとめられない！（ハーレクインコミックス、2014年）原作：エリザベス・ベヴァリー
- 望まれぬプロポーズ（ハーレクインコミックス、2015年）原作：ペニー・ジョーダン
- 三カ月だけフィアンセ（ハーレクインコミックス・キララ、2015年）原作：ナンシー ウォレン
- 過去からの旅人（ハーレクインコミックス、2015年）原作：マリーン・ラブレース
- 幸せになるためのリスト（ハーレクインコミックス、2015年）原作：マーナ・マッケンジー
- ギリシア富豪は仮面の花婿（ハーレクインコミックス、2015年）原作：シャロン・ケンドリック - 電子書籍限定。
- サタンの花嫁（ハーレクインコミックス、2015年）原作：アン・ヘリス
- 大富豪と誘惑旅行（ハーレクインコミックス、2016年）原作：ミランダ・リー - 電子書籍限定。
- 涙のエンゲージリング（ハーレクインコミックス、2016年）原作：シャロン・ケンドリック - 電子書籍限定。
- 伯爵との一夜のあとで（ハーレクインコミックス、2017年）原作：ジェシカ・ギルモア
- 純潔の囚われびと（ハーレクインコミックス、2017年）原作：ケイト・ヒューイット - 電子書籍限定。
- 王と身代わりの花嫁（ハーレクインコミックス、2017年）原作：ケイト・ヒューイット - 電子書籍限定。
- 塔の上の秘恋（ハーレクインコミックス、2018年）原作：キャロル・マリネッリ - 電子書籍限定。
- 夏の雨にぬれても（ハーレクインコミックス、2018年）原作：ダイアナ・ハミルトン - 電子書籍限定。
- 億万長者に捧げた一夜（ハーレクインコミックス、2018年）原作：リン・レイ・ハリス
- 始まりはミステリー 秘密、暴かせていただきます！（ハーレクインコミックス、2019年）原作：ハイディ・ライス - 電子書籍限定。
- 迷い込んだ愛の森（ハーレクインコミックス、2020年）原作：ヘレン・ディクソン
- 昼の顔、夜の顔（ハーレクインコミックス、2020年）原作：ローリー・フォスター - 電子書籍限定。
- やさしき夜に抱かれ（ハーレクインコミックス、2021年）原作：ローリー・フォスター - 電子書籍限定。
- 麗しき三姉妹シリーズ
  - 新妻を演じる夜（ハーレクインコミックス、2021年）原作：ペニー・ジョーダン
  - 一夜の愛に賭けて（ハーレクインコミックス、2021年）原作：ペニー・ジョーダン
  - 幸せになるためのリスト（ハーレクインコミックス、2022年[7]）原作：マーナ・マッケンジー

### コミックス未収録作品
白泉社刊行分
- 夢追人の未来学（花とゆめプラネット増刊、1989年）
- ラッキー君のうた（花とゆめ、1991年）
- マイ・スイート・ホーム（1993年、別冊花とゆめ）
- バトル・ティーチャー・J（花とゆめ、1993年）
- ボール・フレンド（別冊花とゆめ、1994年）
- ディスカバー 方舟の獣たち（別冊花とゆめ、1994年 - 1995年）

朝日ソノラマ刊行分
- あしながおじさん（ネムキ、1998年）

秋田書店刊行分
- 幻想館1 メアのための風景（プリンセスGOLD、1999年）
- 幻想館2 鉄太郎（プリンセスGOLD、2000年）
- ハルシオン・デイズ（プリンセスGOLD、2004年）

### 自費出版
- Gペン潜入記〜薬を巡る旅（2013年、全1巻[3]）